# Hjussissapajl
Hjussissapajl (armenisch Հյուսիսափայլ, russisch Юсисапайл Jussissapail; deutsch Polarlicht) war eine 1858 in Moskau von dem armenischen Publizisten, Literaturkritiker und Pädagogen Stepan Nasarjan gegründete literarische Zeitschrift. Nasarjan selbst leitete sie bis 1864. Daneben war der bedeutende armenische Politiker, Philosoph, Logiker und Psychologe Mikael Nalbandjan wichtigster Mitarbeiter der Zeitschrift. Hjussissapajl veröffentlichte Beiträge zur armenischen Sprache und Dichtung wie Volksdichtung, aber auch Erstabdrucke von Romanen, Theaterstücken und Lyrik.